# Kock
Kock là một thị trấn thuộc huyện Lubartowski, tỉnh Lubelskie ở đông-nam Ba Lan. Thị trấn có diện tích 17 km². Đến ngày 1 tháng 1 năm 2011, dân số của thị trấn là 3452 người và mật độ 206 người/km².